# La portuguesa
La portuguesa (título original en portugués: A Portuguesa) es una película dramática de portuguesa de 2018 dirigida por Rita Azevedo Gomes.
Se trata de una adaptación de la novela homónima de Robert Musil de 1923. El guion es de la directora y los diálogos son de la escritora portuguesa Agustina Bessa-Luís a partir de la adaptación de Musil. La directora también editó la película y fue el productor cinematográfico de la obra.

## Argumento
La familia de Ketten, en el norte de Italia, utiliza su ascendencia alemana siempre que puede sacar provecho de ella. Está en una lucha de poder con el Obispo de Trento y expande el poder y la propiedad con una persistencia despiadada. Para ampliar la esfera de influencia y el margen de acción de la familia, Herr von Ketten busca una novia noble en Portugal. Durante la luna de miel, en el viaje de regreso de Portugal, nace su primer hijo.
Pero nada más regresar al castillo familiar, Herr von Ketten parte hacia nuevas guerras. En contra de los deseos de su marido, la portuguesa no regresa a Portugal, sino que se queda con el niño en la sede familiar.
En los once años siguientes, von Ketten apenas regresa a casa entre todos los viajes de guerra y de negocios. Los rumores sobre la portuguesa extranjera circulan entre los habitantes de la región, que viven recluidos con sus Moorish esclavas y su primo Pero Lobato, que ha venido de visita. Algunos creen que es una mujer que se ha apartado de la fe.
Un día muere el obispo de Trento y vuelve la paz entre las dos casas. Con ello, sin embargo, Herr von Ketten pierde también el sentido de su vida. La portuguesa, que en su día llegó aquí con la esperanza de una nueva tierra apasionante, acoge ahora en casa a un marido agotado y abatido que parece estar cerca de su fin. Pero ahora la portuguesa inicia un giro inesperado de los acontecimientos y vence a la muerte rastrera.

## Producción
La película fue producida por las productoras cinematográficas portuguesas Basilisco Filmes y DuplaCena, con la participación financiera de la agencia de financiación cinematográfica portuguesa ICA (Instituto do Cinema e do Audiovisual) y la televisión pública portuguesa RTP.
Está protagonizada por la joven actriz portuguesa Clara Riedenstein (como una mujer portuguesa) y el portugués Marcello Urgeghe (como el Caballero de las Cadenas). La actriz Fassbinder Ingrid Caven interpreta aquí a una transeúnte y recita, entre otras cosas poemas de Walter von der Vogelweide en alemán. Otros actores fueron las actrices portuguesas Rita Durão como esclava mora y confidente de la portuguesa, y Manuela de Freitas como vidente.
La partitura de la película fue compuesta por José Mário Branco. Fue su último trabajo como compositor cinematográfico, y murió al año siguiente.

## Recepción
La película se estrenó en competición el 12 de noviembre de 2018 en el 33º Festival de Cine de Mar del Plata en Argentina. Se estrenó en Portugal el 28 de febrero de 2019 en solo dos salas (Lisboa y Oporto), donde atrajo principalmente a público cinéfilo con 2.765 espectadores.
Ha sido nominado a varios premios, entre ellos el de la Prémios Sophia (2020) y en festivales de cine como el Berlinale 2019 (en la sección a concurso Forum), el surcoreano Jeonju International Film Festival (2019) o el Festival de Cine de Las Palmas.
El 28 de marzo de 2020, la película se emitió por primera vez en la televisión portuguesa, en el canal público RTP2, donde se repitió el 10 de octubre de 2021.

## Enlaces web
- La portuguesa en Internet Movie Database (en inglés).
- Entrada sobre A Portuguesa en la base de datos de cine portugués Memoriale-CinemaPortuguês (portugués).

- Datos: Q117409022